# Miradouro do Pico do Gaspar

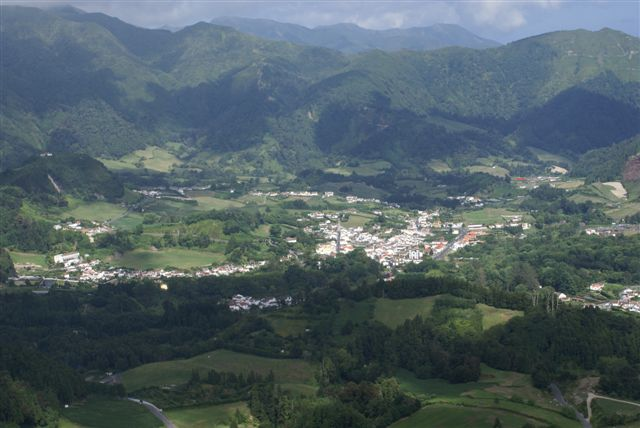
Miradouro do Pico do Gaspar com vista para o Vale das Furnas.

O Miradouro do Pico do Gaspar é um mirante português localizado no concelho da Povoação, ilha de São Miguel, arquipélago dos Açores.
Este mirante encontra-se co cimo do Pico do Gaspar a uma cota de altitude que ronda os 380 metros e oferece uma vasta vista sobre a Lagoa das Furnas, e sobre todas a área montanhosa circundante.